# Novo Mundo (telenovela)
Novo Mundo é uma telenovela brasileira produzida e exibida pela TV Globo de 22 de março a 25 de setembro de 2017, em 160 capítulos. Substituindo Sol Nascente e sendo substituída por Tempo de Amar, foi a 89ª "novela das seis" exibida pela emissora. 
Teve a autoria de Thereza Falcão e Alessandro Marson, com colaboração de Duba Elia, João Brandão e Renê Belmonte, teve direção de Guto Arruda Botelho, Bruno Safadi, André Câmara, Pedro Brenelli, Vinícius Coimbra e João Paulo Jabur. A direção geral e artística foram de Vinícius Coimbra.
Contou com as participações de Chay Suede, Isabelle Drummond, Caio Castro, Letícia Colin, Gabriel Braga Nunes, Felipe Camargo, Agatha Moreira e Ingrid Guimarães.

## Enredo
Em 1817, Anna Millman (Isabelle Drummond), uma inglesa e professora de português, se envolve com o ator luso-brasileiro Joaquim Martinho (Chay Suede), durante a viagem de navio ao Brasil por causa da união de Maria Leopoldina (Letícia Colin), uma princesa de origem austríaca, com Dom Pedro (Caio Castro), imperador português e primeiro regente do império brasileiro. Anna e Joaquim iniciam um romance em sua chegada ao país, que é interrompido pelas artimanhas de Thomas Johnson (Gabriel Braga Nunes), oficial inglês que nutre um desejo por Anna. Além disso, Elvira Matamouros (Ingrid Guimarães), uma atriz portuguesa decadente e de personalidade exuberante, também vai ao Brasil para reconquistar Joaquim após forjar um casamento, contando com a ajuda do casal de trambiqueiros Germana (Vivianne Pasmanter) e Licurgo (Guilherme Piva), que também são donos de uma taverna. Domitila de Castro (Agatha Moreira), uma jovem paulistana e ambiciosa, torna-se amante de Dom Pedro, mesmo sendo casada com o guarda real da corte Felício Pinto Coelho de Mendonça (Bruce Gomlevsky), além de usar o secretário do imperador Francisco Gomes da Silva (Chalaça) (Rômulo Estrela) para se aproximar do rei.
A trama ainda apresenta outras histórias paralelas, como Piatã (Rodrigo Simas), irmão de criação de Anna que nasceu no Brasil, mas foi criado pelos pais adotivos na Inglaterra. Com sua chegada ao país, ele descobre sua origem em uma tribo indígena chamada Tucaré, onde se apaixona pela índia Jacira (Giullia Buscacio). A escrava Diara Matumba (Sheron Menezzes) se casa com o nobre austríaco Wolfgang Schwarz (Jonas Bloch) e passa a ser chamada de Baronesa da Paciência, empenhando-se na luta pela libertação dos escravos. Porém, o casamento não é aprovado por Greta Schwarz (Júlia Lemmertz), irmã de Wolfgang, que vem ao Brasil para se livrar do irmão e ficar com sua herança, além do mordomo dele, que também não aceita a união. Sebastião Quirino (Roberto Cordovani) é um homem inescrupuloso e comerciante de escravos, além de parceiro de negócios escusos de Thomas. Ele é pai de Cecília (Isabella Dragão), jovem estudiosa e idealista que foi criada em um convento, mas ao se apaixonar pelo jornalista negro Libério (Felipe Silcler), enfrenta o pai para viver esse romance. O general português Jorge de Avilez Zuzarte de Sousa Tavares (Paulo Rocha) tenta acabar com o reinado de Dom Pedro com o apoio de Thomas e da esposa Dulcina (Joana Solnado). Já Dom João VI (Leo Jaime) e Carlota Joaquina (Débora Olivieri) são os reis de Portugal e pais de Dom Pedro, Maria Tereza (Carolina Pismel) e Miguel (Daniel Rangel).

## Elenco
| Intérprete            | Personagem                                           |
| --------------------- | ---------------------------------------------------- |
| Isabelle Drummond     | Anna Millman / Anna Johnson                          |
| Chay Suede            | Joaquim Martinho / Tinga                             |
| Gabriel Braga Nunes   | Thomas Johnson                                       |
| Caio Castro           | Imperador Dom Pedro I do Brasil                      |
| Letícia Colin         | Leopoldina de Habsburgo-Lorena, Imperatriz do Brasil |
| Agatha Moreira        | Domitila de Castro Canto e Melo, Marquesa de Santos  |
| Ingrid Guimarães      | Elvira Matamouros / Madame Dalila                    |
| Vivianne Pasmanter    | Germana Ferreira                                     |
| Guilherme Piva        | Licurgo Ferreira                                     |
| César Cardadeiro      | Hugo Ferreira                                        |
| Vanessa Gerbelli      | Maria Amália Martinho                                |
| Rodrigo Simas         | Piatã Millman                                        |
| Giullia Buscacio      | Jacira Millman                                       |
| Caco Ciocler          | Dr. Peter Zettl                                      |
| Jonas Bloch           | Wolfgang Schwarz, Barão de Paciência (Wolf)          |
| Sheron Menezzes       | Diara Matumba Schwarz, Baronesa de Paciência         |
| Ricardo Pereira       | Ferdinando Alvarez                                   |
| Júlia Lemmertz        | Greta Schwarz                                        |
| Leopoldo Pacheco      | Capitão Frederick Madison (Fred Sem Alma)            |
| Paulo Rocha           | General Jorge de Avilez de Sousa (Avilez)            |
| Rômulo Estrela        | Francisco Gomes da Silva (Chalaça)                   |
| Felipe Camargo        | José Bonifácio de Andrada e Silva                    |
| Daniel Dantas         | Padre Olinto / Comandante Maximiliano de Souza       |
| Felipe Silcler        | Libério da Silveira                                  |
| Isabella Dragão       | Cecília Quirino / Cecília da Silveira (Rosa Branca)  |
| Roberto Cordovani     | Sebastião Quirino (Quirino)                          |
| Luana Tanaka          | Liu Madison (Miss Liu)                               |
| Dhu Moraes            | Idalina da Conceição                                 |
| Renan Monteiro        | Matias da Conceição Quirino                          |
| André Dias            | Patrício Albuquerque                                 |
| Bia Guedes            | Lurdes                                               |
| Viétia Zangrandi      | Nívea                                                |
| Roney Villela         | Pajé Tibiriçá                                        |
| Allan Souza Lima      | Cacique Ubirajara                                    |
| Diogo Oliveira        | Guayi                                                |
| Jurema Reis           | Jurema                                               |
| Babu Santana          | Jacinto                                              |
| Thiago Thomé          | Hassan Abdul Khalif                                  |
| Márcio Vito           | Comissário Egídio                                    |
| Mariana Consoli       | Dalva                                                |
| Ruben Gabira          | Schultz                                              |
| Alice Morena          | Rosa                                                 |
| Kapaí Kalapalo        | Kalu                                                 |
| Theo de Almeida Lopes | Joaquim Martinho Filho (Quinzinho)                   |
| Alex Morenno          | Francisco de Castro Canto e Melo                     |

### Participações especiais
| Intérprete           | Personagem                                                       |
| -------------------- | ---------------------------------------------------------------- |
| Leo Jaime            | Rei Dom João VI de Portugal                                      |
| Débora Olivieri      | Carlota Joaquina de Bourbon, Rainha de Portugal                  |
| Márcia Cabrita       | Narcisa Emília O'Leary                                           |
| Larissa Bracher      | Maria Benedita de Castro Canto e Melo, Baronesa de Sorocaba      |
| Bruce Gomlevsky      | Felício Pinto Coelho de Mendonça                                 |
| Isabela Porto        | Maria da Glória de Bragança, Princesa Imperial do Brasil         |
| Joana Solnado        | Dulcina Avilez de Sousa                                          |
| Maria João Bastos    | Letícia Alvarez                                                  |
| Heloísa Périssé      | Cosette Villeneuve                                               |
| Rafael Sun           | Joaquim (criança)                                                |
| Ney Latorraca        | Sir Edward Millman                                               |
| Gigante Léo          | Hércules                                                         |
| Luisa Micheletti     | Noémie Thierry                                                   |
| Priscila Steinman    | Isaura                                                           |
| Cássio Reis          | Cosme                                                            |
| Cássio Reis          | Damião                                                           |
| Alexandre Schumacher | Joaquim Gonçalves Ledo                                           |
| Daniel Satti         | Viriato Prazeres                                                 |
| Pietro Mário         | Orozimbo Garcia                                                  |
| Jeniffer Dias        | Luana                                                            |
| Sílvio Matos         | Padre Alberico                                                   |
| Alexandre Dacosta    | Pelópidas de Barros                                              |
| Karen Acioly         | Astuta de Barros                                                 |
| Murilo Grossi        | Capitão Otávio                                                   |
| Chao Chen            | Manoel da Conceição                                              |
| Yasmin Gomlevsky     | Carmem Ferreira                                                  |
| Suyane Moreira       | Teça                                                             |
| Marcelo Batista      | Jeremias                                                         |
| Frederico Volkmann   | Arerê                                                            |
| Angela Rebello       | Madre Assunção                                                   |
| Alice Borges         | Mulher cuja mala é roubada por Elvira no porto do Rio de Janeiro |
| Alice Assef          | Amante de Dom Pedro, no primeiro capítulo                        |
| Daniel Rangel        | Miguel de Bragança e Bourbon, Infante de Portugal                |
| Carolina Pismel      | Maria Teresa de Bragança e Bourbon, Infanta de Portugal          |
| Monique Oliveira     | Maria Isabel de Bragança e Bourbon, Infanta de Portugal          |
| Gabriela Pereira     | Maria Francisca de Bragança e Bourbon, Infanta de Portugal       |
| Tony Correia         | Pedro José Joaquim Vito de Meneses Coutinho, Marquês de Marialva |
| Joelson Medeiros     | Oficial da Nau                                                   |
| Hélio Ribeiro        | Tabelião                                                         |
| Raphael Sander       | Guarda do palácio de Portugal                                    |
| Simon Petracchi      | Genaro                                                           |
| Rodrigo Rangel       | Comandante que viaja Elvira                                      |
| Mário Hermeto        | Amigo de Manoel                                                  |
| Melissa Nóbrega      | Francisca de Castro Canto e Melo                                 |
| Thales de Miranda    | Felício de Castro Canto e Melo Filho                             |
| Zeca Carvalho        | Homem que espanca escrava                                        |

## Produção
Após o término de Sol Nascente, havia a previsão de levar ao ar a trama sobre uma médica sufragista ambientada na década de 1920; porém, a sinopse de Claudia Lage foi rejeitada pelo Departamento de Teledramaturgia, e a trama sobre o período pré-Independência, até então sem previsão de estreia, acabou por anteceder Em Nome do Amor e Amor e Morte, histórias já aprovadas para entrar em produção. Antes de Novo Mundo ser oficializado como título, Além-Mar, Novo Mundo Novo e Bravo Mundo foram nomes cogitados.
Foi construída nos Estúdios Globo uma nau de 25 metros como cenário para o navio real, cargueiro e o pirata. Também foram reutilizadas partes da cidade cenográfica de Liberdade, Liberdade.
O elenco teve aulas de história para compreender melhor o contexto histórico, além de aulas de prosódia, tupi-guarani, etiqueta, equitação, piano, violino, viola, alemão, caligrafia, pintura, coreografias de luta, ensaios com espadas, tiro, bilhar e circo. Além disso, para conhecer melhor o cotidiano indígena, alguns atores foram até aldeias da região do rio Xingu e do Pará.
Durante a gravação do capítulo exibido no dia 10 de abril, a atriz Isabelle Drummond estava usando o celular quando entrou no fundo da cena, por alguns segundos. O fato não passou despercebido pela mídia e foi especulado que a TV Globo teria proibido o uso de celulares durante as gravações posteriores ao fato.

### Escolha do elenco
Marco Nanini e Marieta Severo foram cogitados para reprisarem seus papéis de Dom João VI e Carlota Joaquina, após ambos terem estrelado o filme Carlota Joaquina, Princesa do Brazil (1995), mas diante de outros compromissos, Leo Jaime e Débora Olivieri ficaram com os personagens. Antes de Olivieri ter seu nome confirmado no elenco, Giulia Gam havia sido escalada, porém por problemas de saúde, acabou sendo afastada. Bianca Bin foi convidada para interpretar Domitila de Castro, Marquesa de Santos, mas acabou remanejada para protagonizar O Outro Lado do Paraíso. Agatha Moreira foi escalada para a personagem. Yanna Lavigne interpretaria a índia Jacira, mas com a descoberta de sua gravidez, Giullia Buscacio entrou em seu lugar. Diogo Sales, ator que participou da série estadunidense Game of Thrones, fez teste para interpretar o índio Piatã, mas acabou reprovado nos testes. Rodrigo Simas ficou com o personagem.
Originalmente, Márcia Cabrita interpretaria Germana, porém, a atriz precisou de tempo para se recuperar das complicações dos problemas decorrentes ao câncer que teve, passando a personagem para Vivianne Pasmanter. Para homenagear a atriz, os autores destinaram a ela o papel de Narcisa Emília O'Leary, que entraria apenas no capítulo 60, dando o tempo suficiente para que ela estivesse recuperada. Apesar disso, a atriz precisou deixar a trama novamente, com previsão de retorno em seu final. Este foi o último trabalho da atriz, que faleceu em 10 de novembro de 2017, dois meses após o término da novela.

### Diferenças para a história real
Cabe alertar que a trama mistura personagens e situações fictícios com elementos da história brasileira. Um exemplo é a viagem de Maria Leopoldina de Áustria para o Brasil: de acordo com a historiografia, o embarque da arquiduquesa — que havia se deslocado de Viena para Florença (cidade próxima ao porto de Livorno) — foi atrasado devido à Revolução Pernambucana, tendo ocorrido já em pleno verão de 1817 (mês de agosto); porém, no roteiro da telenovela, o movimento ocorrido no Recife não é mencionado e a partida se dá durante o inverno europeu, e é também fictícia a passagem da nau Dom João VI por Salvador, bem como são fictícios o ataque pirata e os personagens envolvidos com exceção da própria Leopoldina. Para a autora, Thereza Falcão, há embasamento histórico na ação pirática: "Havia piratas naquela época. Eles atacavam muito a região de Recife. Como trouxemos os piratas, é natural que numa novela a gente dê uma glamourizada neles, com um visual mais 'Piratas do Caribe', que é mais divertido".

## Exibição
Prevista para estrear em 13 de março, a emissora adiou para 22 de março, uma quarta-feira, o início da trama. Isso ocorre 40 anos após a estreia da novela Sinhazinha Flô — que teve seu primeiro capítulo transmitido em uma terça-feira. Com tal alteração, a Globo resolveu esticar a antecessora em nove capítulos. Em julho, a colunista Patrícia Kogut noticiou que a trama foi esticada em cinco capítulos, deixando de encerrar em 19 de setembro e passando a ter encerramento previsto para 25 de setembro. Devido a transmissão do jogo entre Brasil e Colômbia válido pelas Eliminatórias da Copa do Mundo, o capítulo 144 do dia 5 de setembro de 2017, não foi ao ar, assim a novela que teria 161 capítulos, terminou com um a menos do que o previsto.

### Reprise
Foi reprisada de 30 de março a 28 de agosto de 2020, em 131 capítulos, substituindo a novela inédita Éramos Seis e sendo substituída pela reprise de Flor do Caribe, uma vez que a inédita Nos Tempos do Imperador (que substituiria Éramos Seis), teve suas gravações suspensas devido à pandemia de COVID-19. A reapresentação serviria de "ponto de partida" para a próxima novela das 18h, já que ambas se passam no Brasil Imperial, mas a ideia não foi levada adiante devido ao movimento de retomada das gravações das novelas interrompidas, uma vez que a Globo deu prioridade na volta das gravações de Amor de Mãe e Salve-se Quem Puder (que estavam no ar antes da suspensão). A novela que foi um sucesso originalmente, sofreu com a baixa audiência, tendo de ter uma divulgação mais pesada e ser impulsionada por outras atrações, como jogos de futebol.

### Exibição internacional
Antes de sua estreia no Brasil, o canal português SIC passou a anunciar sua exibição, no mesmo período que a Globo, com expectativa de substituir Sassaricando: Haja Coração. A estreia ocorreu em 17 de abril de 2017. A expectativa era de conseguir bons números devido a presença de diversos atores portugueses. No entanto, a trama derrubou os números da faixa das 19h da emissora, provocando uma alteração em seu horário de exibição. A partir de 5 de junho, Novo Mundo começou a ser exibida pela madrugada, que tocou logo na liderança. A faixa que antes era destinada a telenovelas passou a exibir programas jornalísticos. Em sua reta final, a trama conseguiu registrar índices de audiência superiores ao programa das 19h, Juntos à Tarde. Seu último capítulo foi exibido em 6 de outubro de 2017, sem substituta no horário da madrugada.
Repetindo a escolha de sua exibição após Éramos Seis no Brasil, a novela voltou a ser exibida em Portugal pelo canal por assinatura Globo através de sua edição especial, exibida entre 13 de abril e 11 de setembro de 2020. Sem a estreia de Nos Tempos do Imperador, o canal escalou Paraíso (2009) como substituta.

## Recepção

### Audiência
Exibição Original
O primeiro capítulo da trama estreou com média de 23 pontos na grande São Paulo O segundo capítulo registrou até então sua menor média cravando 18,3. Aos poucos a novela começou a se recuperar no ibope, tendo médias superiores a sua antecessora Sol Nascente e chegando a ultrapassar até mesmo o fenômeno Êta Mundo Bom! em seu primeiro mês no ar.
No dia 29 de março a novela bateu seu primeiro recorde registrando 24 pontos de média com share de 37%. Nesse dia foi ao ar a cena da chegada de Leopoldina (Letícia Colin) ao Rio de Janeiro. No dia 27 de abril bateu seu segundo recorde registrando 26 pontos de média e 39% de share com a sequência de cenas da invasão de índios na cidade do Rio de Janeiro. No dia 3 de julho, a novela registrou o seu maior recorde cravando 28 pontos, com a exibição da cena do encontro secreto entre Anna (Isabelle Drummond) e Joaquim (Chay Suede). O último capítulo teve média de 29 pontos. A trama teve média de 24 (23,8) pontos.
Reprise
O primeiro capítulo marcou 20 pontos. O segundo capítulo registrou 19 pontos.Em 24 de abril de 2020, bateu recorde com 22 pontos.Registrou o mesmo índice em 25 de junho de 2020.Em 8 de agosto de 2020, bate mais um recorde com 27 pontos herdando os altos índices da final do Campeonato Paulista.
Em 13 de junho de 2020, bateu recorde negativo com 16 pontos.
O último capítulo registrou apenas 21 pontos, sendo o menor desfecho da faixa das 18h desde Sete Vidas. Teve média geral de 19.2 pontos.

### Críticas à representação indígena
Novo Mundo foi criticada por colocar atores brancos nos papeis de indígenas, incluindo Giullia Buscacio, Rodrigo Simas, Roney Villela e Allan Souza Lima, recorrendo à bronzeamento artificial para chegar ao tom de pele característico – o único ator com ascendência indígena no elenco principal era Diogo Oliveira. Entre as citações, a principal era de que atores com ascendência indígena como Luci Pereira, Amandha Lee, Suyane Moreira e Regis Myrupu não foram escalados. Outra crítica era de que a cultura indígena foi banalizada e tratada como uma só, não levando em conta as diferenças entre povos, uma vez que a tribo retratada na novela falava a língua dos tupis, mas utilizava a pintura corporal dos xavantes, realizava cerimônias dos guaranis e apresentava comidas típicas dos tupinambás.

### Prêmios e indicações
| Ano  | Prêmio                    | Categoria                | Indicado           | Resultado |
| ---- | ------------------------- | ------------------------ | ------------------ | --------- |
| 2017 | Troféu APCA               | Melhor Novela            | Thereza Falcão     | Indicado  |
| 2017 | Troféu APCA               | Melhor Diretor           | Vinícius Coimbra   | Indicado  |
| 2017 | Prêmio Extra de Televisão | Melhor Novela            | Thereza Falcão     | Indicado  |
| 2017 | Prêmio Extra de Televisão | Melhor Atriz             | Letícia Colin      | Indicado  |
| 2017 | Prêmio Extra de Televisão | Melhor Ator              | Caio Castro        | Indicado  |
| 2017 | Prêmio Extra de Televisão | Melhor Atriz Coadjuvante | Ingrid Guimarães   | Indicado  |
| 2017 | Prêmio Extra de Televisão | Melhor Ator Coadjuvante  | Guilherme Piva     | Indicado  |
| 2017 | Prêmio Extra de Televisão | Revelação Feminina       | Isabela Dragão     | Indicado  |
| 2017 | Prêmio Extra de Televisão | Revelação Masculina      | Roberto Cordovani  | Indicado  |
| 2017 | Prêmio Contigo! Online    | Melhor Novela            | Thereza Falcão     | Indicado  |
| 2017 | Prêmio Contigo! Online    | Melhor Atriz de Novela   | Letícia Colin      | Indicado  |
| 2017 | Prêmio Contigo! Online    | Melhor Ator de Novela    | Caio Castro        | Indicado  |
| 2017 | Prêmio Contigo! Online    | Melhor Atriz Coadjuvante | Vivianne Pasmanter | Indicado  |
| 2017 | Prêmio Contigo! Online    | Melhor Ator Coadjuvante  | Rodrigo Simas      | Indicado  |
| 2017 | Melhores do Ano           | Melhor Atriz de Novela   | Letícia Colin      | Indicado  |
| 2017 | Melhores do Ano           | Melhor Ator Coadjuvante  | Guilherme Piva     | Indicado  |
| 2018 | Troféu Imprensa           | Melhor Ator              | Caio Castro        | Indicado  |
| 2018 | Troféu Internet           | Melhor Novela            | Thereza Falcão     | Indicado  |
| 2018 | Troféu Internet           | Melhor Ator              | Caio Castro        | Indicado  |
| 2018 | Troféu Internet           | Melhor Atriz             | Vivianne Pasmanter | Indicado  |

## Música
A trilha sonora de Novo Mundo foi lançada no mesmo dia em que a telenovela entrou no ar, em 22 de março de 2017. O disco é composto de trilhas instrumentais originais produzidas por Sacha Amback para a trama. As faixas foram produzidas em parceria com o diretor artístico Vinícius Coimbra e o processo de gravação foi realizado no Smecky Studios com a Orquestra Filarmônica de Praga, na República Tcheca. Caio Castro e Letícia Colin ilustram a capa do disco, caracterizados como Dom Pedro e Leopoldina.
Apesar de ter sua boa parte composta de temas originais, o disco contém regravações dos clássicos “Meu Amor Marinheiro”, um fado na versão da cantora Carminho — única faixa cantada da trilha, disponibilizada como bônus —, “Sonata ao Luar”, de Beethoven, e “Tänze des Brasilianischen Ballfestes”, uma série de valsas compostas por Joseph Wilde. A valsa original nunca teve um registro fonográfico, sendo que a gravação atual foi realizada especialmente para a trilha sonora de Novo Mundo a partir da partitura do tema. Orientada para ser tocada em piano, a versão do disco foi produzida com instrumentos de corda.
| N.º            | Título                                  | Artista                      | Duração |  |
| 1.             | "Abertura Novo Mundo"                   | Sacha Amback                 | 1:03    |  |
| 2.             | "Anna"                                  | Sacha Amback                 | 2:43    |  |
| 3.             | "Anna Iluminada (Versão Suspense)"      | Sacha Amback                 | 1:15    |  |
| 4.             | "Anna Iluminada"                        | Sacha Amback                 | 2:04    |  |
| 5.             | "Joaquim"                               | Sacha Amback                 | 2:11    |  |
| 6.             | "Paixão de Anna e Joaquim"              | Sacha Amback                 | 2:15    |  |
| 7.             | "Leopoldina"                            | Sacha Amback                 | 1:59    |  |
| 8.             | "Pedro"                                 | Rafael Langoni               | 3:40    |  |
| 9.             | "Sir Thomas"                            | Sacha Amback                 | 3:29    |  |
| 10.            | "Elvira"                                | Rafael Langoni               | 1:18    |  |
| 11.            | "Piatã"                                 | Sacha Amback                 | 2:01    |  |
| 12.            | "Cantiga de Amália"                     | Sacha Amback                 | 1:54    |  |
| 13.            | "Trovão"                                | Sacha Amback                 | 1:39    |  |
| 14.            | "Amor"                                  | Sacha Amback                 | 2:34    |  |
| 15.            | "Piratas"                               | Sacha Amback                 | 1:57    |  |
| 16.            | "Taberna Primeiro Movimento"            | Sacha Amback                 | 2:01    |  |
| 17.            | "Taberna Terceiro Movimento"            | Sacha Amback                 | 1:00    |  |
| 18.            | "Domitila"                              | Rafael Langoni               | 1:35    |  |
| 19.            | "Sir Thomas (Versão Suspense)"          | Sacha Amback                 | 1:31    |  |
| 20.            | "Anna (Versão Piano)"                   | Sacha Amback                 | 2:36    |  |
| 21.            | "Índios 1"                              | Marcos Suzano e Carlos Malta | 2:16    |  |
| 22.            | "O Oceano"                              | Rafael Langoni               | 2:09    |  |
| 23.            | "A Terra"                               | Rafael Langoni               | 2:29    |  |
| 24.            | "Anna Iluminada (Versão Piano)"         | Sacha Amback                 | 1:15    |  |
| 25.            | "Tänze Des Brassilianischen Ballfestes" | Rafael Langoni               | 12:16   |  |
| 26.            | "Meu Amor Marinheiro" (faixa bônus)     | Carminho                     | 3:04    |  |
| Duração total: | Duração total:                          | Duração total:               | 1:04:15 |  |